# Jake Carroll
Jake Carroll (Dublino, 11 agosto 1991) è un ex calciatore irlandese, di ruolo difensore.

## Carriera

### Club
Ha giocato nella prima divisione scozzese ed in quella irlandese.

### Nazionale
Ha giocato nella nazionale irlandese Under-18.